# علم تصنيف الأمراض
علم تصنيف الأمراض أو نوسولوجي Nosology  (من اليونانية نوسو=νόσος وتعني المرض، لوجي=λογία وتعني دراسة) هو فرع من فروع الطب يتعامل مع تصنيف الأمراض.

## أنواع التصنيف
ويمكن تصنيف الأمراض إلى أنواع:
1.معدية: وهي تلك الأمراض التي تنتقل من شخص إلى آخر وتسببها الكائنات الحية الدقيقة مثل البكتريا والفيروسات
و الطفيليات، كمرض الكوليرا، والحصبة، والنكاف، والسحايا الوبائي
2.غير معدية:
3.وراثة
4.خلقية

## التاريخ
أول المحاولات في هذا المجال كانت في القرن العاشر الميلادي عندما قام عالم النفس العربي المسلم نجيب الدين محمد بتصنيف الأمراض العقلية إلى تسع فئات رئيسية التي شملت أكثر 30 مرض.
في القرن الثامن عشر، قام لينيوس كارولوس، وفرانسوا بواسييه دي سوفاجيس، والطبيب النفسي فيليب بينيل بوضع تصنيف للأمراض البدنية.

## تطبيقات
- علم تصنيف الأمراض يستخدم بشكل واسع في مجال الصحة العامة، للسماح للدراسات الوبائية المفيدة لقضايا الصحة العامة. تحليل شهادات الوفاة يتطلب معرفة ترميز علم تصنيف الأمراض.
- وتستخدم التصنيفات في الإدارة الطبية، مثل تقديم مطالبات التأمين الصحي، وسجلات المرضى، وعدة أمور أخرى.

## وصلات خارجية
- غوردون ل. سندر، نوسولوجي لعصرنا تطبيقه على مرض الرئة المزمن، المجلد الرعاية اليومية الأمريكية للجهاز التنفسي والحاسمة الطب 167. الصفحتان & nbsp; 678–683، (2003). [النص الكامل http://ajrccm.atsjournals.org/cgi/content/full/167/5/678]
- جيم «س. هيرمان»، الطيف بين القطبين، وبحوث (شبكة بحوث العلوم الاجتماعية، 5 آب/أغسطس 2010)،
- Nosology.net: موارد على شبكة إنترنت لأنظمة التشخيص نوسولوجيك. كما يوضح هذا الموقع كيف يمكن استخدام النظام المقترح حاليا في الأمراض العصبية والطب النفسي
- : «التصنيف الدولي للأمراض من» قبل «منظمة الصحة العالمية».